# Иванчуковка
Иванчуковка (укр. Іванчуківка), село, Иванчуковский сельский совет, Изюмский район, Харьковская область, Украина.
Код КОАТУУ — 6322883501. Население по переписи 2001 года составляет 674 (303/371 м/ж) человека.
Является административным центром Иванчуковского сельского совета, в который, кроме того, входят сёла Лысогорка, Новопавловка, Счастливое и Поляна.

## Географическое положение
Село Иванчуковка находится на расстоянии в 6 км от реки Северский Донец (левый берег), примыкает к селу Веселое (Балаклейский район), на расстоянии в 1 км расположено село Поляна. В селе есть железнодорожная станция Закомельская. На расстоянии в 1 км проходит автомобильная дорога М-03 (E 40).

## История
- 1775 — дата основания, по другим данным в 1720[1].

Название происходит от первых поселенцев, основавших село, по фамилии Иванчук, переселившихся из с. Савинцы.

## Экономика
- «Иванчуковское хлебоприёмное предприятие», ЗАО.

## Объекты социальной сферы
- Школа.

## Достопримечательности
- Братская могила советских воинов. Похоронено 200 воинов.
- Братская могила советских воинов. 1941 г., 1942 г., 1943 г.